# Leclercia adecarboxylata
Espèce
Leclercia adecarboxylata est une  espèce de bactéries à Gram négatif de la famille des Enterobacteriaceae. 

## Description
L'espèce Leclercia adecarboxylata est mobile et non sporulée. Ses caractéristiques biochimiques comprennent l'absence d'ADH, LDC, ODC[Quoi ?] et de β-glucuronidase. Elle est positive pour le malonate, le lactose, le mannitol, l'arabinose, la mélibiose et la rhamnose, mais négative pour le sorbitol et l'inositol. On la retrouve souvent dans le sol, les eaux usées et chez les animaux. Bien qu'elle soit rarement pathogène chez l'homme, elle a été associée à des infections opportunistes, en particulier chez les patients immunodéprimés.

## Taxonomie
Le nom correct complet (avec auteur) de ce taxon est Leclercia adecarboxylata (Leclerc (d), 1962) Tamura et al., 1987.
Ce taxon a été initialement décrit en 1962 par le bactériologiste français Leclerc (d) sous le protonyme Escherichia adecarboxylata, puis de nouveau décrit en 1987 sous Leclercia adecarboxylata par les biologistes japonais Kazumichi Tamura (d), Sakazaki, Yoshimasa Kosako (d) et Etsuo Yoshizaki (d).

### Synonymes
Leclercia adecarboxylata a pour synonyme :
- Escherichia adecarboxylata Leclerc, 1962

### Étymologie
L'étymologie de cette espèce est la suivante : ad.e.car.bo.xy.la.ta. Gr. pref. a-, non, négatif ; N.L. n. decarboxylum, suppression d'une molécule de dioxyde de carbone d'un composé organique ; du nom français decarboxyl ; du nom français carboxyl ; L. adj. suff. -atus -a -um, suffixe signifiant fournit avec ; N.L. fem. adj. adecarboxylata, sans activité décarboxylase, car il y a des réactions négatives pour les tests de lysine décarboxylase, ornithine décarboxylase et arginine dihydrolase, i.e., « triple décarboxylase négative ».